# Coupe de Nanteos
 (février 2025).
 (février 2025).
La mise en forme du texte ne suit pas les recommandations de Wikipédia : il faut le « wikifier ».
Les points d'amélioration suivants sont les cas les plus fréquents. Le détail des points à revoir est peut-être précisé sur la page de discussion.
- Les titres sont pré-formatés par le logiciel. Ils ne sont ni en capitales, ni en gras.
- Le texte ne doit pas être écrit en capitales (les noms de famille non plus), ni en gras, ni en italique, ni en « petit »…
- Le gras n'est utilisé que pour surligner le titre de l'article dans l'introduction, une seule fois.
- L'italique est rarement utilisé : mots en langue étrangère, titres d'œuvres, noms de bateaux, etc.
- Les citations ne sont pas en italique mais en corps de texte normal. Elles sont entourées par des guillemets français : « et ».
- Les listes à puces sont à éviter, des paragraphes rédigés étant largement préférés. Les tableaux sont à réserver à la présentation de données structurées (résultats, etc.).
- Les appels de note de bas de page (petits chiffres en exposant, introduits par l'outil «  Source ») sont à placer entre la fin de phrase et le point final[comme ça].
- Les liens internes (vers d'autres articles de Wikipédia) sont à choisir avec parcimonie. Créez des liens vers des articles approfondissant le sujet. Les termes génériques sans rapport avec le sujet sont à éviter, ainsi que les répétitions de liens vers un même terme.
- Les liens externes sont à placer uniquement dans une section « Liens externes », à la fin de l'article. Ces liens sont à choisir avec parcimonie suivant les règles définies. Si un lien sert de source à l'article, son insertion dans le texte est à faire par les notes de bas de page.
- La présentation des références doit suivre les conventions bibliographiques. Il est recommandé d'utiliser les modèles {{Ouvrage}}, {{Chapitre}}, {{Article}}, {{Lien web}} et/ou {{Bibliographie}}. Le mode d'édition visuel peut mettre en forme automatiquement les références.
- Insérer une infobox (cadre d'informations à droite) n'est pas obligatoire pour parachever la mise en page.

Pour une aide détaillée, merci de consulter Aide:Wikification.
Si vous pensez que ces points ont été résolus, vous pouvez retirer ce bandeau et améliorer la mise en forme d'un autre article.
La coupe de Nanteos (en gallois : Cwpan Nanteos) est une coupe médiévale en bois (d'un type appelé « mazer » (en) en anglais), conservé pendant de nombreuses années au manoir de Nanteos, près d'Aberystwyth au Pays de Galles.
Depuis au moins la fin du XIXe siècle, on lui attribue une capacité surnaturelle à guérir ceux qui en boivent et on croit traditionnellement qu'elle est façonnée à partir d'un morceau de la Vraie Croix. Au début du XXe siècle, elle était devenue l'une des 200 candidates au Saint Graal en Europe,. Juliette Wood, une folkloriste spécialisée dans le folklore médiéval et la mythologie celtique, a déclaré qu'il n'y avait « aucune référence crédible » à la coupe avant la fin du XIXe siècle et « aucune mention de liens possibles avec le Graal avant 1905 ».
En 1977, la coupe a été exposée à la Bibliothèque nationale du pays de Galles, à Aberystwyth, dans le cadre des célébrations « Aberystwyth 1277–1977 » marquant le 700e anniversaire de l'octroi de la charte de la ville par Édouard Ier. Des spécialistes de la Commission royale sur les monuments anciens et historiques du Pays de Galles ont profité de l'occasion pour examiner la coupe et ont conclu qu'elle datait de la fin du Moyen Âge et qu'elle était sculptée dans de l'orme de Wych. En juillet 2014, il a été signalé que la coupe avait été volée dans une maison de Weston under Penyard alors que l'occupant à qui elle avait été prêtée était à l'hôpital. Elle a été récupérée en juin 2015. Après la récupération de la coupe, les propriétaires l'ont confiée aux soins de la Bibliothèque nationale du Pays de Galles, où elle a été exposée au public de manière permanente en juin 2016.

## Description

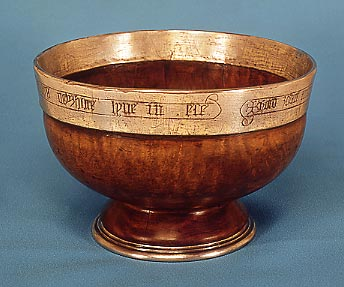
Exemple de « mazer » du XIVe siècle, de conception similaire à la coupe de Nanteos. Cette coupe est façonnée en bois d'érable et conserve son bord en argent doré. Fabriquée vers 1380, elle fait partie de la collection du Victoria and Albert Museum de Londres.

Le récipient est un bol peu profond en bois dur sans anse, avec un large pied plat. À l'origine, il mesurait 10 cm de haut et 12 cm de diamètre, mais il a été considérablement endommagé au fil des ans et il reste un peu moins de la moitié du bol. Contrairement à d'autres exemples de mazers, il n'a pas de bosse ou de bouton au centre de l'intérieur, et rien ne prouve qu'un tel élément ait été retiré ou perdu en raison de dommages. Il est façonné en bois dur, très probablement en orme de montagne, sans décorations visibles. Une rainure qui aurait pu auparavant accueillir un bord de métal court autour du rebord de la coupe.

## Première exposition publique
La coupe a été exposée pour la première fois par George Powell (1842–1882) en 1878 au St David's College de Lampeter (aujourd'hui un campus de l'Université du Pays de Galles, Trinity Saint David), lors d'une réunion de la Cambrian Archaeological Society.[11] Powell était le fils du colonel William Powell (1815–1878), de qui il a hérité du domaine de Nanteos en 1878.[12]
Le procès-verbal de la réunion au cours de laquelle la coupe a été exposée pour la première fois indique que George Powell a présenté l'objet et a raconté qu'il avait été « conservé pendant de nombreuses années à Nanteos », ayant été auparavant en possession de l'abbaye de Strata Florida (en gallois : Ystrad Fflur, « Val de fleurs »). Le procès-verbal indique également :
Elle était censée posséder un pouvoir de guérison, qui ne pouvait être qualifié que de miraculeux. Elle a été envoyée chez un malade, et un objet de valeur a été laissé en gage pour assurer son retour en toute sécurité. Le malade devait boire du vin ou quelque autre liqueur dans cette pièce. Non content de cela, il en grignotait parfois un morceau sur le bord, d’où son état actuel. On supposait que ses prétendues vertus résidaient dans le fait qu’elle aurait formé une portion de la Vraie Croix. Je pense qu’il n’y a guère de doute que tant de choses dans sa généalogie soient vraies, qu’elles la fassent remonter à la possession des Cisterciens de Strata Florida. Rien n’est plus probable que le fait qu’elle ait été conservée dans leur église comme une relique à laquelle on attribuait des pouvoirs thaumaturgiques. La vénération qu’on lui accordait dans le voisinage et, plus encore, le souci de leur propre santé et de celle de leurs familles, devaient inciter les habitants de la campagne à faire pression sur ceux qui, autrement, l’auraient détruite, pour qu’ils s’emparent de cette précieuse relique. Il est probable que les nouveaux seigneurs de Strata Florida croyaient quelque peu à son efficacité. Si cette version des faits est vraie, la relique est extrêmement intéressante, en tant qu'exemple de la survie de la croyance médiévale, et même de la pratique médiévale, jusqu'à nos jours, dans un pays où les sentiments religieux populaires ne sont certainement pas teintés de médiévalisme.[13]
La coupe a été correctement identifiée et ensuite cataloguée par la Société comme un gobelet en bois datant du Moyen Âge.[14][15] Un dessin réalisé à la même époque par Worthington George Smith montre la coupe dans le même état endommagé qu'aujourd'hui, maintenue par deux agrafes métalliques.[16] Wood a constaté qu'avant 1878, « les preuves de l'existence d'une relique à Nanteos [manquaient] » et qu'elle n'était pas apparue dans l'enquête de Samuel Rush Meyrick, publiée sous le titre The History and Antiquities of the County of Cardiganshire, en 1809. Wood a également noté que Worthington G. Smith avait fait des croquis de fouilles archéologiques à l'abbaye de Strata Florida et a suggéré que la coupe avait peut-être été trouvée lors de ces fouilles.[16] Powell était connu pour avoir fait effectuer des réparations pour sécuriser les ruines instables de l'abbaye et l'apparition de la coupe Nanteos « coïncida assez étroitement » avec ces réparations.[17] Richard Barber, un historien spécialisé dans les légendes arthuriennes, a également suggéré que la coupe ait probablement été découverte sur le site de l'abbaye au XIXe siècle.[1] John Thomas Evans, dans son ouvrage The Church Plate of Cardiganshire (1914), a suggéré que la coupe aurait pu être transmise à la famille Powell par la famille Stedman, qui possédait le domaine de Strata Florida, lorsque Richard Stedman est décédé en 1746 :
À cette époque, sans aucun doute, la famille Powell est entrée en possession de ce qui est maintenant connu sous le nom de « The Tregaron Healing Cup », ou « The Nanteos Healing Cup ». Sir S. R. Meyrick ne la mentionne pas dans son Hist of Cardiganshire (1810), pas plus que, à ma connaissance, aucun des innombrables touristes anglais, mais des histoires extraordinaires ont été racontées (depuis 1836 environ) sur les pouvoirs de guérison supposés possédés par ce fragment de ce qui est probablement un ancien bol Mazer.[18]
Wood souligne qu'il n'y a aucune trace de la coupe dans aucun testament ou inventaire des familles Stedman ou Powell.[19] La coupe a reçu une attention plus large au cours des deux décennies suivantes. En 1890, le journal North Wales Chronicle a mentionné la coupe dans sa page Notices, reproduisant les mêmes détails qui avaient été rapportés dans Archaeologia Cambrensis en 1878.[20] En 1895, des détails supplémentaires ont été ajoutés à la légende de la coupe, et le Western Mail a rapporté :
La coupe est en bois, traditionnellement supposée avoir été formée à partir d'un morceau de la vraie croix. On ne sait pas qui l'a fabriqué, ni comment il est entré en possession de l'ancienne famille de Nanteos, les Powell. Ses vertus curatives dans certains cas de maladies féminines étaient très réputées, et lorsque tous les espoirs des médecins avaient été abandonnés, le patient n'avait qu'à s'en débarrasser pendant quelques jours, humide et sec, pour assurer une guérison complète.[2]
L'introduction d'un lien avec « certains cas de troubles féminins » a coïncidé avec l'introduction d'images sexualisées dans Parsifal de Wagner, qui pour la première fois associait directement le Saint Graal à l'utérus et à la fertilité féminine.[21] Le renouveau de l'intérêt pour les légendes arthuriennes et le Graal avait été renforcé par le poète victorien Alfred, Lord Tennyson qui a raconté les légendes dans les Idylles du roi, publiées entre 1856 et 1885. Cela a été suivi par l'édition illustrée de J. M. Dent du Morte d'Arthur de Sir Thomas Malory, publiée en 12 parties entre 1893 et 1894.

## Association avec le Saint Graal
Recherché et retrouvé : une histoire du Saint Graal
En 1901, George Eyre Evans, historien et antiquaire local, s'inquiétait de la préservation des ruines de Strata Florida. Il entreprit de promouvoir et de « renforcer la notoriété publique » du site et organisa un certain nombre de visites. Au cours de l'été 1901, Evans dirigea une visite guidée de Strata Florida pour l'assemblée d'été du mouvement Chautauqua « où il parla de manière enchanteresse de l'ascension, de la gloire et de la chute de l'abbaye ». Il organisa ensuite une visite des Chautauquains à Nanteos « pour voir la célèbre coupe de guérison en bois ». [22] Ethelwyn Mary Amery, membre du mouvement Chautauqua, déclara par la suite que la coupe était le Saint Graal et publia en 1905 une brochure annonçant cette découverte, Sought and Found: A story of the Holy Grail. Elle y raconte l'histoire des origines de la coupe, telle que lui aurait racontée son « hôtesse » à Nanteos (qui à cette époque aurait été soit une très âgée Anna Maria Powell, épouse de William Powell, soit sa belle-fille Margaret Powell[23]) :
Il y a de nombreuses années, alors qu'Henri VIII détruisait les monastères, ses serviteurs arrivèrent au Pays de Galles et, entendant parler d'un ancien monastère au milieu des collines, où seuls sept vieux moines étaient restés pour garder leur trésor, décidèrent de détruire l'abbaye et de saisir leurs biens. Mais les moines furent avertis par des voisins amicaux et s'enfuirent de nuit, emportant leur trésor avec eux. Leur voyage fut long et périlleux pour des hommes aussi âgés, mais ils atteignirent la maison de Nant-Eos en toute sécurité et y déposèrent le trésor qu'ils avaient tant souffert pour sauver. Les uns après les autres, les vieux moines moururent et lorsque le dernier fut sur le point de mourir, il confia le trésor au propriétaire de la maison qui les avait abrités, jusqu'à ce que l'Église réclame à nouveau le sien. Mais l'Église ne l'a pas encore réclamé, et c'est le trésor des moines que vous voyez maintenant.[24]
Wood rapporte une variante de cette histoire dans laquelle la coupe est emportée par sept moines de Glastonbury à Strata Florida pendant la Dissolution et confiée par le dernier survivant à la famille Stedman. La famille Stedman, cependant, était originaire du Staffordshire et « ne peut pas être associée à la région avant le XVIIe siècle ».[17] De même, le premier Powell à vivre à Nanteos fut William Powell (1658-1738) en 1705.[25] La dissolution des monastères par Henri VIII a eu lieu entre 1536 et 1541, plus d'un siècle avant la création du domaine de Nanteos par le colonel John Jones, royaliste pendant la guerre civile anglaise et haut shérif du Cardiganshire en 1665. Strata Florida a été dissoute en février 1539 et le site et la plupart de ses domaines ont été transmis à Sir Richard Devereux et à son père Walter Devereux, 1er vicomte Hereford.[26] Les archives médiévales ne mentionnent pas que Strata Florida ait jamais détenu une coupe ou un bol comme relique ou qu'il ait été précédemment lié à Glastonbury, mais ces deux éléments sont devenus partie intégrante de la légende de la coupe de Nanteos.[27]
Barber déclare que « l'histoire de la fuite de Glastonbury semble avoir été délibérément inventée en utilisant des récits d'antiquaires sur la dissolution des monastères. » Notant qu'aucune preuve historique n'a jamais été apportée à l'histoire, il affirme également que la « réputation » de la coupe s'est développée simplement « en étant affirmée à plusieurs reprises ». [1] Jenkins a déclaré qu'Amery avait été « sans aucun doute inspirée par le zèle de [George Eyre] Evans » lors de sa visite à Nanteos, que « l'enthousiasme d'Evans pour des objets aussi uniques n'avait jamais été connu pour s'évaporer » et qu'il « se réjouissait clairement de faire connaître les propriétés remarquables et l'importance historique de la coupe de guérison... et son association avec Strata Florida ». [22]
Dans les années qui ont suivi la publication de Sought and Found, Evans « a exercé une influence de plus en plus puissante sur les développements de Strata Florida » et la coupe et son association avec le Graal ont joué un rôle important dans la génération de l'intérêt public nécessaire pour garantir que les vestiges de l'abbaye soient « correctement préservés et fouillés plus intensément ». [22] Le 23 juin 1909, Evans a organisé un événement à Strata Florida annoncé comme « Une journée à L'Abbaye ('Le Westminster du Pays de Galles')", à laquelle ont assisté 350 personnes malgré une pluie battante. L'événement consistait en grande partie en de "longs discours" du révérend J. Francis Lloyd, Evans et Edmund Tyrrell Green, mais l'attraction principale était la coupe. Jenkins rapporte :
[L]'ambiance s'est considérablement détendue lorsque la légendaire coupe Nanteos a de nouveau exercé sa magie. Evans avait persuadé la famille Powell de Nanteos d'exposer la coupe lors de l'événement et, à la grande surprise et au grand plaisir, lorsqu'elle a été retirée de son étui et posée sur une table à la vue de tous, un rayon de soleil éclatant a percé les nuages et la pluie s'est arrêtée.[22]

## Dans la culture
Gerald Morgan décrit une affirmation faite dans les années 1960 dans le guide du manoir de Nanteos selon laquelle le compositeur allemand Richard Wagner aurait séjourné à Nanteos et aurait été intrigué par la légende, ce qui l'aurait finalement inspiré à composer l'opéra du Graal Parsifal.[28] Cependant, bien que le dilettante artistique George Powell ait probablement rencontré Wagner, il n'existe aucune trace de sa visite à Nanteos.
La coupe a été incluse dans le documentaire The Search for the Holy Grail: The True Story, diffusé par Channel 5. Dans le programme, ils ont conclu que le bois dans lequel la coupe est faite date d'au moins 1 400 ans après la crucifixion. Le commissaire aux monuments du Pays de Galles a examiné la pièce et a déclaré qu'elle avait exactement la bonne taille et la bonne forme pour être un bol mazer, un type de récipient médiéval, qu'il s'agissait d'orme de montagne et qu'il datait du XIVe siècle. De même, dans un documentaire de 1998 de la BBC/TLC/Time-Life Television, Juliette Wood de la Folklore Society a confirmé que la coupe était un bol en orme ou un bol à nourriture, et non en bois d'olivier.[29] Pour un documentaire de la BBC Four The Making of King Arthur, Simon Armitage a interviewé la propriétaire actuelle de la coupe, Fiona Mirylees, et a examiné la coupe.[30]

## Vol
En juillet 2014, la coupe a fait l'objet d'un regain d'intérêt médiatique après avoir été signalée comme volée dans une maison de Weston under Penyard, dans le Herefordshire. La coupe avait été prêtée à « une femme gravement malade ayant des liens avec la famille [à laquelle elle appartenait] », et on pensait qu'elle avait été volée alors que la femme était à l'hôpital. Une porte-parole de la police de West Mercia a déclaré : « Je ne veux pas dire que nous sommes à la recherche du Saint Graal, mais la police enquête sur le cambriolage. »[7] Suite aux renseignements selon lesquels la coupe avait été aperçue, la police a effectué une descente dans le pub Crown Inn à Lea, dans le Herefordshire. Le seul objet trouvé qui ressemblait vaguement à la coupe Nanteos était un saladier.[31] Une récompense de 2 000 £ a été offerte pour le retour en toute sécurité de la coupe.[32] Elle a été récupérée le 19 juin 2015 – dans le cadre de l'opération Icarus – à la suite d'un appel lancé dans le cadre de l'émission Crimewatch Roadshow de BBC One.[8] La police de West Mercia a donné peu de détails sur la récupération, sauf pour dire qu'elle a été contactée par une source anonyme et que la coupe a ensuite été « remise à des officiers « en terrain neutre » lors d'une réunion pré-organisée ». Aucune arrestation n'a été effectuée.[33]